# Thewrewk-kódex

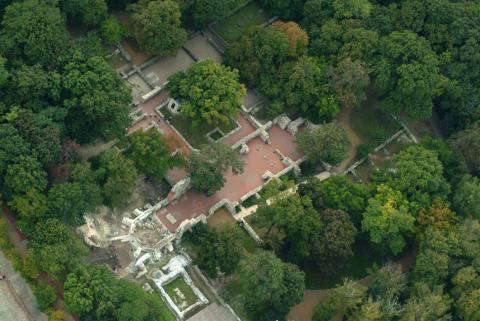
Légifelvétel a Margit-szigeti domonkos rendi apácakolostor romjairól

A Thewrewk-kódex más néven Régi magyar imádságoskönyv, a Nyulak-szigeti (jelenleg Margit-sziget) domonkos rendi apácakolostorban másolt magyar nyelvű imádságoskönyv, amely vallásos elmélkedéseket, prédikációkat, legendákat is tartalmaz. Az érsekújvári ferenciak adományából az akadémiai könyvtár tulajdona M. Cod. kis 8-r. 17. jelzet alatt.

## Története
Szövege 1531-ből származik. A kódexet 1843-ban Ponori Thewrewk József fedezte fel az érsekújvári ferencesek könyvtárában, és róla is nevezték el később Thewrewk-kódexnek. A Tudós Társaságnak Golessényi Pantaleo ferences rendfőnök ajánlotta fel, majd utóda Koppan Jenő provinciális ajándékozta oda 1854-ben. A kódex eredetijét a Magyar Tudományos Akadémia Könyvtárában őrzik.
Mindennapos használatra készült imakönyv, ilyeneket a XVI. századtól kezdve többet is készítettek. A kódexben van egy későbbi betoldás, az úgynevezett lelki tükör, melynek forrásául szolgált két latin nyelvű imagyűjtemény: a Hortulus animae és az Antidotarius animae.

## Felépítése
A Régi magyar imádságos könyv 672 lapból áll. A benne található szövegeket hét kéz másolta az 1529 és 1531 közötti években. Egyik másolójának neve ismert: Sövényházi Márta domonkos rendi apáca. Őt a harmadik kézként tartják számon. Az általa másolt részek a 282–288-ik és a 604–656-ik lapokon találhatók. Az alapszöveg három kéz munkája, az első, a harmadik és az ötödik kézé.
Ezek az írások a kódex következő oldalain találhatók: 50–256-ig, 266–280-ig, 298–354-ig, 410–604-ig. Az ötödik kéz munkái a 354–369-ig és a 656–671-ig terjedő lapokon vannak. A második, negyedik, hatodik és hetedik kéz szövegei a XVII. században keletkeztek. A második kéz munkája az imádságoskönyv 256–265-ik, és a 292–298-ik oldalán vannak, míg a negyediké a 288–292-ik, a hatodiké a 370–409-ik és a hetediké a 46–48-ik és a 180-ik oldalon szerepelnek.
A kódex nevezetes darabjai a Peer-kódexben is előforduló Vásárhelyi András éneke a Szűz Máriához és az 1513-as Czech-kódexben is meglevő Salve mundi salutare... kezdetű Szent Bernát hymnusa.

## Kiadásai
- Thewrewk Codex. Közzéteszi: VOLF György, Budapest, 1874. (Nyelvemléktár, 2.) Archiválva 2018. augusztus 17-i dátummal a Wayback Machine-ben
- Thewrewk-kódex, 1531. A nyelvemlék hasonmása és betűhű átirata. Közzéteszi, bev., jegyz.: BALÁZS Judit és UHL Gabriella, Budapest, A MTA Nyelvtudományi Intézete, 1995. (Régi Magyar Kódexek, 18.)

## Külső hivatkozások
- Gyónótükör (Thewrewk-kódex, 1531)
- Schwarcz Katalin: A klarissza apácák könyvkultúrája a XVIII. században
- A kései ómagyar kor nyelvi rendszere
- A Thewrewk-kódex teljes betűhű szövege az Ómagyar korpusz ban.